# プロゴルフ (ゲーム)
『プロゴルフ』（英語表記：Pro Golf）は、1981年8月にデータイーストより発表されたアーケード用ゴルフゲームである。デコカセットシステムを使用している。
本ページでは、関連ゲームである「18ホール プロゴルフ」についても取り扱う。

## 概要
データイーストの初期から中期にかけての作品。日本初のコンピュータゴルフゲームである。実際のゴルフを再現したゲームである（但し選手名や能力は付けられなかった）。
初版は9ホールだったが、後に18ホールバージョンの「18ホール プロゴルフ」（英語表記：18Holes Pro Golf）もリリースされた。

## 操作方法
4方向レバー、ボタンを使用してプレイヤーを操作する。レバーを左右方向に入れるとプレイヤーの移動及びフック、スライスが3段階で選択できる。上下方向に入れるとクラブの選択となる。クラブは残り距離に応じて自動的に選択されるが、プレイヤーも調節の意味で選択可能である。5回素振りすることができ、画面の右側に出てくる白い棒グラフ（4回目、5回目は赤くなる）の多少に応じて、飛距離が決まる。5回目の素振りが終わっても、ボタンを押さないと自動的に素振りがなされ、持ち玉が1個消費される。

## ゲーム内容

### 概要
画面全体にコースが、画面右側にコースのパラメータデータと縮小マップが表示される。コースには、木やラフ、ウォーターハザード、バンカー、OBエリアが設置され、ペナルティやボールが飛びにくくなるなどの制約も再現されている。
残機（人間の形をしている）＋持ち玉というプレイ制度を取っている。持ち玉は1番ホールでは7個、2番ホールでは6個、3番ホールでは4個、4番ホール以降ではそのホールに応じたパーの数だけ持ち玉が用意される。OBエリアやウォーターハザードにボールが落ちると、ペナルティとなり持ち玉を1個失う。ボールの飛びやすさは、実際のゴルフと同じ、フェアウェイ＞ラフ＞バンカー（このゲームではバンカーに入ると、ボールは殆ど飛ばなくなる）の順である。カップインの前に当該ホール内で持ち玉を失うとそのホールは棄権（HOLE OUTと表示）となり、残機を1つ失った上で、強制的に次のホールへ行く。残機が0の状態で持ち玉を失うとゲームオーバー。尚、残機は10,000点ごとに1人ずつエクステンドとなる。
またプレイヤーが選択できるクラブは、実際のゴルフより少なく、1W・3W・3I・5I・7I・9I・SW・PTの8種類のみである。

### コース
アウト9ホール（1番～9番）、イン9ホール（10～18番）で設定されている（初版はアウトのみ）。アウトとインが終了する毎にスコアカードが表示される。イン（18番ホール）が終了して、残機が残っている状態だと、再びアウトホールが始まる（言わばループゲーム）。
コースのデータは以下の通り。尚、後のゴルフゲームに見られる風向・風速といった風に関するパラメータは設定されていない。各ホールには残りヤード数が設定されており、0となるとカップインである。スコアはホールインワン・アルバトロス・イーグル・バーディー・パー・ボギー・ダブルボギー・トリプルボギーとこちらは実際のゴルフと同じである。
| ホール番号 | ヤード（括弧内は18ホール版） | パー |
| 1・10      | 390（393）                   | 4    |
| 2・11      | 345（361）                   | 4    |
| 3・12      | 120（137）                   | 3    |
| 4・13      | 445（401）                   | 5    |
| 5・14      | 365（369）                   | 4    |
| 6・15      | 330（321）                   | 4    |
| 7・16      | 350（353）                   | 4    |
| 8・17      | 120（153）                   | 3    |
| 9・18      | 420（417）                   | 5    |

アウトとインは全く同じコースであり、9ホールの合計パー数は36、18ホールの合計パー数は72となる。